# Cyphon tohokuanus
Cyphon tohokuanus es una especie de coleóptero de la familia Scirtidae.

## Distribución geográfica
Habita en Japón.